# Videografia de Anitta
A videografia de Anitta, uma cantora, compositora e atriz brasileira, é formada por cento e cinco videoclipes (como artista principal e participação) e 1 álbum ao vivo. Com o lançamento do álbum autointitulado, o videoclipe da música "Menina Má" foi o primeiro clipe lançado pela artista em 2012 e ainda no mesmo ano, lançou "Meiga e Abusada". O vídeo musical da canção "Show das Poderosas" foi um enorme sucesso e lhe lançou a nível nacional, lhe rendendo um Prêmio Multishow de Música Brasileira de clipe do ano. "Não Para" e "Zen" vieram logo em seguida.
Em 2014, a cantora lançou seu segundo álbum de estúdio, Ritmo Perfeito, onde foram lançados os clipes "Cobertor" com o rapper Projota, "Na Batida", "Ritmo Perfeito" e "No Meu Talento" com o cantor MC Guimê. Em paralelo ao lançamento do segundo álbum de estúdio, foi lançado também o primeiro álbum de vídeo da cantora, intitulado Meu Lugar, gravado no Rio de Janeiro. Anitta lançou em 2015 o seu terceiro álbum de estúdio, Bang!, que contou com quatro singles e seus respectivos vídeos musicais: "Deixa Ele Sofrer" que venceu o Capricho Awards de clipe nacional, "Bang" - o qual rendeu uma indicação ao Prêmio Multishow de Música Brasileira de clipe do ano -, "Essa Mina É Louca" e "Cravo e Canela".
Em 2016, foi lançado um remix da canção "Ginza" do cantor J Balvin que contou com seu respectivo videoclipe e também foi lançado o clipe de "Sim ou Não" em parceria com o cantor colombiano Maluma. Em 2017, participou do clipe da dupla Simone & Simaria na canção "Loka", e do clipe do cantor Nego do Borel em "Você Partiu Meu Coração", logo em seguida lançou seu primeiro videoclipe em espanhol intitulado "Paradinha" e participou junto com a drag queen Pabllo Vittar do clipe da canção "Sua Cara" do grupo americano Major Lazer. No mesmo ano, lançou o projeto "CheckMate", onde laçararia um vídeo musical a cada mês, sendo lançados os clipes: "Will I See You" com Poo Bear, "Is That for Me" com Alesso, "Downtown" com J Balvin e "Vai Malandra" com Zaac e Maejor e dirigido por Terry Richardson, este último recebeu o Capricho Awards e Prêmio Multishow de Música Brasileira de clipe do ano. Em 2018 lançou os clipes de "Indecente",  "Medicina" que venceu o Latin American Music Awards de clipe favorito, "Veneno", "Não Perco Meu Tempo" e "Goals", estes três últimos do seu quinto EP, Solo.
Em 2019, a cantora lançou o vídeo da canção "Terremoto" em parceria com o cantor Kevinho e "Bola Rebola" com Tropkillaz e J Balvin. Em abril do mesmo ano, foi lançado o quarto álbum de estúdio da cantora, Kisses, onde todas as canções tiveram seus respectivos videoclipes lançados simultaneamente, como "Poquito", "Onda Diferente", "Banana" e "Rosa".

## Álbum de vídeo
| Álbum     | Detalhes                                                                      | Certificações  |
| --------- | ----------------------------------------------------------------------------- | -------------- |
| Meu Lugar | - Lançamento: 4 de junho de 2014 - Formatos: DVD, blu-ray - Gravadora: Warner | - PMB: Platina |

## Vídeos musicais

### Como artista principal
| Título                                        | Ano  | Outro(s) artista(s) creditado(s)                   | Diretor(es)                         | Ref.          |
| --------------------------------------------- | ---- | -------------------------------------------------- | ----------------------------------- | ------------- |
| "Menina Má"                                   | 2012 | Nenhum                                             | Galerão Filmes                      | [ 31 ]        |
| "Meiga e Abusada"                             | 2012 | Nenhum                                             | Blake Farber                        | [ 32 ]        |
| "Show das Poderosas"                          | 2013 | Nenhum                                             | Thiago Calviño                      | [ 33 ]        |
| "Não Para"                                    | 2013 | Nenhum                                             | Eduardo Magalhães                   | [ 34 ]        |
| "Zen"                                         | 2013 | Nenhum                                             | Thiago Calviño                      | [ 35 ]        |
| "Cobertor"                                    | 2014 | Projota                                            | Fred Ouro Preto                     | [ 36 ]        |
| "Zen" (Versão em Espanhol)                    | 2014 | Rasel                                              | Thiago Calviño                      | [ 37 ]        |
| "Na Batida"                                   | 2014 | Nenhum                                             | Fred Ouro Preto                     | [ 38 ]        |
| "Ritmo Perfeito"                              | 2014 | Nenhum                                             | Alex Miranda Raul Machado           | [ 39 ]        |
| "No Meu Talento"                              | 2015 | MC Guimê                                           | Alex Miranda Raul Machado           | [ 40 ]        |
| "Deixa Ele Sofrer"                            | 2015 | Nenhum                                             | Gustavo Camacho                     | [ 41 ]        |
| "Bang"                                        | 2015 | Nenhum                                             | Bruno Ilogti                        | [ 42 ]        |
| "Essa Mina É Louca"                           | 2016 | Jhama                                              | Bruno Ilogti                        | [ 43 ]        |
| "Com Que Roupa?"                              | 2016 | Nenhum                                             | Paulo Fontenele                     | [ 44 ]        |
| "Cravo e Canela"                              | 2016 | Vitin                                              | Bruno Ilogti                        | [ 15 ]        |
| "Sim ou Não"                                  | 2016 | Maluma                                             | Jessy Terrero                       | [ 45 ]        |
| "Sí o No"                                     | 2016 | Maluma                                             | Jessy Terrero                       | [ 45 ]        |
| "Paradinha"                                   | 2017 | Nenhum                                             | Bruno Ilogti                        | [ 46 ]        |
| "Is That for Me"                              | 2017 | Alesso                                             | Manuel Nogueira                     | [ 47 ]        |
| "Downtown"                                    | 2017 | J Balvin                                           | Bruno Ilogti                        | [ 48 ]        |
| "Vai Malandra"                                | 2017 | Zaac Maejor Tropkillaz DJ Yuri Martins             | Terry Richardson                    | [ 49 ]        |
| "Machika"                                     | 2018 | J Balvin Jeon                                      | Harold Jiménez                      | [ 50 ]        |
| "Indecente"                                   | 2018 | Nenhum                                             | Bruno Ilogti                        | [ 51 ]        |
| "Romance com Safadeza"                        | 2018 | Wesley Safadão                                     | Mess Santos                         | [ 52 ]        |
| "Medicina"                                    | 2018 | Nenhum                                             | Harold Jiménez                      | [ 53 ]        |
| "Perdendo a Mão"                              | 2018 | Seakret Jojo Maronttinni                           | Junior Bill                         | [ 54 ]        |
| "Veneno"                                      | 2018 | Nenhum                                             | João Papa                           | [ 55 ]        |
| "Goals"                                       | 2018 | Nenhum                                             | João Papa                           | [ 55 ]        |
| "Não Perco Meu Tempo"                         | 2018 | Nenhum                                             | João Papa                           | [ 55 ]        |
| "Terremoto"                                   | 2019 | Kevinho                                            | João Papa                           | [ 56 ]        |
| "Bola Rebola"                                 | 2019 | Tropkillaz J Balvin Zaac                           | Lula Carvalho                       | [ 57 ]        |
| "Banana"                                      | 2019 | Becky G                                            | Lula Carvalho                       | [ 58 ]        |
| "Onda Diferente"                              | 2019 | Ludmilla Snoop Dogg Papatinho                      | Lula Carvalho                       | [ 58 ]        |
| "Sin Miedo"                                   | 2019 | DJ Luian Mambo Kingz                               | Lula Carvalho                       | [ 58 ]        |
| "Atención"                                    | 2019 | Nenhum                                             | João Papa                           | [ 58 ]        |
| "Get to Know Me"                              | 2019 | Alesso                                             | João Papa                           | [ 58 ]        |
| "Juego"                                       | 2019 | Nenhum                                             | João Papa                           | [ 58 ]        |
| "Poquito"                                     | 2019 | Swae Lee                                           | Pedro Molinos                       | [ 58 ]        |
| "Tu y Yo"                                     | 2019 | Chris Marshall                                     | Bruno Ilogti                        | [ 58 ]        |
| "Rosa"                                        | 2019 | Prince Royce                                       | Bruno Ilogti                        | [ 58 ]        |
| "Você Mentiu"                                 | 2019 | Caetano Veloso                                     | Fernando Neumayer Luís Martino      | [ 58 ]        |
| "Pa' Lante"                                   | 2019 | Alex Sensation Luis Fonsi                          | Daniel Duran                        | [ 59 ]        |
| "Make It Hot"                                 | 2019 | Major Lazer                                        | Jovan Todorović                     | [ 60 ]        |
| "Muito Calor"                                 | 2019 | Ozuna                                              | Nuno Gomes                          | [ 61 ]        |
| "Explosion"                                   | 2019 | Black Eyed Peas                                    | will.I.am Pasha Shapiro Ernst Weber | [ 62 ]        |
| "Complicado"                                  | 2019 | Vitão                                              | Leo Ferraz                          | [ 63 ]        |
| "Fuego"                                       | 2019 | DJ Snake Sean Paul Tainy                           | Colin Tilley                        | [ 64 ]        |
| "Some Que Ele Vem Atrás"                      | 2019 | Marília Mendonça                                   | Pedro Secchin                       | [ 65 ]        |
| "Combatchy"                                   | 2019 | Lexa Luísa Sonza Rebecca                           | Nixon Freire                        | [ 66 ]        |
| "Meu Mel"                                     | 2019 | Melim                                              | Phill Mendonça                      | [ 67 ]        |
| "Até o Céu"                                   | 2019 | MC Cabelinho                                       | Og Cruz                             | [ 68 ]        |
| "Jogação"                                     | 2020 | Psirico                                            | Phill Mendonça                      | [ 69 ]        |
| "Rave de Favela"                              | 2020 | MC Lan Major Lazer Beam                            | George Nienhuis                     | [ 70 ]        |
| "Tócame"                                      | 2020 | Arcángel De La Ghetto                              | Giovanni Bianco                     | [ 71 ] [ 72 ] |
| "Me Gusta"                                    | 2020 | Cardi B Myke Towers                                | Daniel Russell                      | [ 73 ]        |
| "Loco"                                        | 2021 | Nenhum                                             | Steven Gomillion                    | [ 74 ]        |
| "Girl from Rio"                               | 2021 | Nenhum                                             | Giovanni Bianco                     | [ 75 ]        |
| "Girl from Rio" (Remix)                       | 2021 | DaBaby                                             | Giovanni Bianco                     | [ 76 ]        |
| "Sextou"                                      | 2021 | Rennan da Penha                                    | Romulo Menescal Vinicius Olivo      | [ 77 ]        |
| "Todo o Nada"                                 | 2021 | Lunay                                              | —                                   | [ 78 ]        |
| "Quiero Rumba"                                | 2021 | Dimelo Flow Chimbala                               | Zak Tassler                         | [ 79 ]        |
| "Faking Love"                                 | 2021 | Saweetie                                           | Bradley & Pablo                     | [ 80 ]        |
| "Envolver"                                    | 2021 | Nenhum                                             | Anitta                              | [ 81 ]        |
| "No Chão Novinha"                             | 2021 | Pedro Sampaio                                      | Fernando Moraes                     | [ 82 ]        |
| "Boys Don't Cry"                              | 2022 | Nenhum                                             | Christian Breslauer Anitta          | [ 83 ]        |
| "Envolver" (Remix)                            | 2022 | Justin Quiles                                      | —                                   | [ 84 ]        |
| "Que Vamo' Hacer?"                            | 2022 | Lenny Tavárez                                      | Laura Castellanos                   | [ 85 ]        |
| "Dançarina (Remix)"                           | 2022 | Pedro Sampaio Dadju Nicky Jam MC Pedrinho          | Marioo                              | [ 86 ]        |
| "Tropa"                                       | 2022 | Luck Muzik                                         | Christian Breslauer                 | [ 87 ]        |
| "La Loto"                                     | 2022 | Tini Becky G                                       | Diego Peskins Daniel Duran          | [ 88 ]        |
| "Gata"                                        | 2022 | Chencho Corleone                                   | Giovanni Bianco David Devlin        | [ 89 ]        |
| "El Que Espera"                               | 2022 | Maluma                                             | Mike Ho                             | [ 90 ]        |
| "Lobby"                                       | 2022 | Missy Elliot                                       | Arrad                               | [ 91 ]        |
| "Simply the Best"                             | 2022 | Black Eyed Peas El Alfa                            | —                                   | [ 92 ]        |
| "Proibidona"                                  | 2023 | Gloria Groove Valesca Popozuda                     | Samy Elia                           | [ 93 ]        |
| "Mais Uma"                                    | 2023 | Zaac DJ Yuri Martins Zain                          | Thiago Eva                          | [ 94 ]        |
| "Pilantra"                                    | 2023 | Jão                                                | Pedro Tófani                        | [ 95 ]        |
| "La Loto" (Video Alternativo)                 | 2023 | Tini Becky G                                       | —                                   | [ 96 ]        |
| "Vai Vendo"                                   | 2023 | MC Ryan SP                                         | João Papa                           | [ 97 ]        |
| "Nu"                                          | 2023 | Hitmaker                                           | João Papa                           | [ 98 ]        |
| "Capitán"                                     | 2023 | Rvfv Sfera Ebbasta                                 | Fabricio Jimenez                    | [ 99 ]        |
| "Funk Rave"                                   | 2023 | Nenhum                                             | João Wainer Ricardo Souza           | [ 100 ]       |
| "24 Horas"                                    | 2023 | Papatinho Steve Aoki MC Kevin o Chris MC Caverinha | Martin Escriche                     | [ 101 ]       |
| "Casi Casi"                                   | 2023 | Nenhum                                             | Anitta                              | [ 102 ]       |
| "Used to Be"                                  | 2023 | Nenhum                                             | Anitta                              | [ 103 ]       |
| "Back for More"                               | 2023 | Tomorrow X Together                                | Mother                              | [ 104 ]       |
| "Mil Veces"                                   | 2023 | Nenhum                                             | Jackson Tisi                        | [ 105 ]       |
| "Monstrão"                                    | 2023 | Dennis                                             | Nuno Gomes                          | [ 106 ]       |
| "Bellakeo"                                    | 2023 | Peso Pluma                                         | Willy Rodríguez                     | [ 107 ]       |
| "Joga pra Lua" (Visualizer)                   | 2023 | Dennis Pedro Sampaio                               | —                                   | [ 108 ]       |
| "Faldas y Gistros"                            | 2024 | Justin Quiles Lenny Tavárez                        | Fernando Lugo                       | [ 109 ]       |
| "Bota Niña"                                   | 2024 | Bad Gyal                                           | Didi Domench                        | [ 110 ]       |
| "Double Team"                                 | 2024 | Brray Bad Gyal                                     | Anitta                              | [ 111 ]       |
| "Um Por Cento (Un x100to)"                    | 2024 | Grupo Menos é Mais                                 | —                                   | [ 112 ]       |
| "Grip"                                        | 2024 | Nenhum                                             | Anitta                              | [ 113 ]       |
| "Peligrosa"                                   | 2024 | Wisin Shaggy Maffio                                | Fernando Lugo                       | [ 114 ]       |
| "Aceita"                                      | 2024 | Nenhum                                             | Anitta                              | [ 115 ]       |
| "La Tóxica"                                   | 2024 | Alejandro Fernández                                | —                                   | [ 116 ]       |
| "Logun-Edé – Santo Menino Que Velho Respeita" | 2024 | Unidos da Tijuca                                   | —                                   | [ 117 ]       |
| "Alegría"                                     | 2024 | Tiago PZK Emilia                                   | María Sosa Betancor                 | [ 118 ]       |
| "Get Up Bitch! Shake Ya Ass"                  | 2024 | Victoria                                           | Simone Bozzelli                     | [ 119 ]       |
| "Paradise"                                    | 2024 | Fat Joe DJ Khaled                                  | Eif Rivera                          | [ 120 ]       |
| "São Paulo"                                   | 2024 | The Weeknd                                         | Freeka Tet                          | [ 121 ]       |
| "Looking for Love"                            | 2024 | Alok                                               | Anitta                              | [ 122 ]       |
| "Romeo"                                       | 2025 | Nenhum                                             | Turbo                               | [ 123 ]       |
| "Larissa"                                     | 2025 | Nenhum                                             | —                                   | [ 124 ]       |
| "Bota um Funk"                                | 2025 | Pedro Sampaio MC GW                                | —                                   | [ 125 ]       |
| "En 4"                                        | 2025 | Kenia Os                                           | Daniel Eguren                       | [ 126 ]       |
| "Conjuntão de Time"                           | 2025 | Papatinho e MC Cabelinho                           | PH Stelzer Papatinho Victor Varetto | [ 127 ]       |

### Como artista convidada
| Título                        | Ano  | Artista principal                            | Diretor(es)                 | Ref.    |
| ----------------------------- | ---- | -------------------------------------------- | --------------------------- | ------- |
| "Hoje Eu Sonhei Com Você"     | 2015 | Harmonia do Samba                            | —                           | [ 128 ] |
| "Blecaute (Slow Funk)"        | 2015 | Jota Quest Nile Rodgers                      | Kaue Mazon                  | [ 129 ] |
| "O Amor Tá Aí"                | 2015 | Artistas pelo Instituto Neymar Jr.)          | Daniel Romão André Abootre  | [ 130 ] |
| "Ginza (Anitta Remix)"        | 2016 | J Balvin                                     | Juan Pablo Valencia         | [ 131 ] |
| "Faz Parte"                   | 2016 | Projota                                      | Maurício Eça                | [ 132 ] |
| "RG"                          | 2016 | Luan Santana                                 | Joana Mazzucchelli          | [ 133 ] |
| "Loka"                        | 2017 | Simone & Simaria                             | Anselmo Troncoso            | [ 134 ] |
| "Você Partiu Meu Coração"     | 2017 | Nego do Borel Wesley Safadão                 | Mess Santos Phill Mendonça  | [ 135 ] |
| "Switch"                      | 2017 | Iggy Azalea                                  | Rainy Sky Films             | [ 136 ] |
| "Sua Cara"                    | 2017 | Major Lazer Pabllo Vittar                    | Bruno Ilogti                | [ 137 ] |
| "Will I See You"              | 2017 | Poo Bear                                     | Manuel Nogueira             | [ 138 ] |
| "Ao Vivo e A Cores"           | 2018 | Matheus & Kauan                              | Joana Mazzucchelli          | [ 139 ] |
| "Fica Tudo Bem"               | 2018 | Silva                                        | Breno Pinesch Rafael Cazes  | [ 140 ] |
| "Jacuzzi"                     | 2018 | Greeicy                                      | João Papa                   | [ 141 ] |
| "Zé do Caroço"                | 2019 | Jetlag                                       | Gabriela Vedova             | [ 142 ] |
| "Te lo Dije"                  | 2019 | Natti Natasha                                | Daniel Duran                | [ 143 ] |
| "R.I.P."                      | 2019 | Sofía Reyes Rita Ora                         | Eif Rivera                  | [ 144 ] |
| "Contando Lunares (Remix)"    | 2020 | Don Patricio Rauw Alejandro                  | Alex Terrero Mariano Garcia | [ 145 ] |
| "Desce pro Play (Pa, Pa, Pa)" | 2020 | Zaac Tyga                                    | Felipe Britto               | [ 146 ] |
| "Paloma"                      | 2020 | Fred De Palma                                | Mauro Russo                 | [ 147 ] |
| "Tá Com o Papato"             | 2020 | Papatinho Dfideliz Bin                       | Daniel Levenhagem           | [ 148 ] |
| "Modo Turbo"                  | 2020 | Luísa Sonza Pabllo Vittar                    | Gustavo Moraes Marco Lafer  | [ 149 ] |
| "Tô Preocupada (Calma Amiga)" | 2021 | Rebecca                                      | Larissa Machado             | [ 150 ] |
| "Mi Niña (Remix)"             | 2021 | Wisin Myke Towers Maluma Los Legendarios     | Charlie Nelson              | [ 151 ] |
| "Mon Soleil"                  | 2021 | Dadju                                        | Alexinho Mougeolle          | [ 152 ] |
| "Un altro ballo"              | 2021 | Fred De Palma                                | Mauro Russo                 | [ 153 ] |
| "Suéltate"                    | 2021 | Sam i Jarina de Marco Bia                    | Galen Hooks                 | [ 154 ] |
| "Tudo Nosso"                  | 2022 | Filipe Ret Dallass                           | Beto Galloni Gabriel Avelar | [ 155 ] |
| "No Más"                      | 2022 | Murda Beatz Quavo J Balvin Pharrell Williams | Jackson Tisi                | [ 156 ] |

## Televisão
| Título                                | Ano              | Cargo / Personagem     | Notas                                                               |
| ------------------------------------- | ---------------- | ---------------------- | ------------------------------------------------------------------- |
| Domingão do Faustão                   | 2011             | Ela mesma              | Quadro: "Garagem do Faustão"                                        |
| Amor à Vida                           | 2013             | Ela mesma              | Episódio: "12 de dezembro"                                          |
| Show da Virada                        | 2013–2016 e 2024 | Ela mesma              | Especial de fim de ano                                              |
| Sai do Chão                           | 2014             | Apresentadora especial | Episódio: "19 de janeiro"                                           |
| Dança dos Famosos                     | 2014             | Participante           | Temporada 11                                                        |
| Vai que Cola                          | 2014             | Ela mesma              | Episódio: "As Poderosas" Episódio: "Ausência de Anitta"             |
| Didi e o Segredo dos Anjos            | 2014             | Deusa Soláris          | Telefilme                                                           |
| Alto Astral                           | 2015             | Ela mesma              | Episódio: "4 de maio"                                               |
| Osmar                                 | 2015             | Pãonitta (voz)         | Episódio: "Show das Pãoderosas"                                     |
| Tomara que Caia                       | 2015             | Policial Pereira       | Episódio: "19 de julho"                                             |
| TVZ                                   | 2015             | Apresentadora especial | Episódio: "9 de outubro de 2015"                                    |
| Música Boa Ao Vivo                    | 2016–2017        | Apresentadora          | Temporadas 3–4                                                      |
| TVZ                                   | 2016             | Apresentadora especial | Episódio: "14 de janeiro de 2016" Episódio: "31 de outubro de 2016" |
| Anitta Entrou no Grupo                | 2018–2019        | Apresentadora          |                                                                     |
| Prêmio Multishow de Música Brasileira | 2018             | Apresentadora          |                                                                     |
| Clube da Anittinha                    | 2018–2022        | Anittinha (voz)        |                                                                     |
| The Voice Brasil                      | 2018             | Supertécnica           | Temporada 7                                                         |
| La Voz... México                      | 2018             | Jurada / Mentora       | Temporada 7                                                         |
| TVZ                                   | 2018             | Apresentadora especial | Episódio: "12 de outubro de 2018"                                   |
| Vai Anitta                            | 2018             | Ela mesma              | Docu-série                                                          |
| Prêmio Multishow de Música Brasileira | 2019             | Apresentadora          |                                                                     |
| Amor de Mãe                           | 2020             | Sabrina                | Episódios: "27 de fevereiro–02 de março"                            |
| Anitta Dentro da Casinha              | 2020             | Apresentadora          |                                                                     |
| Anitta: Made in Honório               | 2020             | Ela mesma              | Documentário                                                        |
| Prêmio Grammy Latino                  | 2022             | Apresentadora          |                                                                     |
| Élite                                 | 2023             | Jessica                |                                                                     |
| Família É Tudo                        | 2024             | Ela mesma              | Episódio: "17 de agosto"                                            |
| Big Brother Brasil 25                 | 2025             | Ela mesma              | Episódio: "15 de janeiro"                                           |
| Larissa: O Outro Lado de Anitta       | 2025             | Ela mesma              | Documentário                                                        |
| Corrida dos Bichos                    | ASA              | ASA                    | Em produção                                                         |

## Cinema
| Título                | Ano  | Personagem        | Notas    |
| --------------------- | ---- | ----------------- | -------- |
| Copa de Elite         | 2014 | Helena Boccato    |          |
| Breaking Through      | 2015 | Ela mesma         |          |
| Meus 15 Anos: O Filme | 2017 | Ela mesma         |          |
| Minha Vida em Marte   | 2018 | Ela mesma         |          |
| Hitpig!               | 2024 | Letícia dos Anjos | Dublagem |

## Internet
| Título                                    | Ano  | Personagem | Notas             |
| ----------------------------------------- | ---- | ---------- | ----------------- |
| Na Real                                   | 2014 | Ela mesma  | Docu-série        |
| Blá Blá Blá com Anitta                    | 2014 | Ela mesma  | Docu-série        |
| Anitta no Japão                           | 2015 | Ela mesma  | Docu-série        |
| Ilhados com Beats                         | 2021 | Ela mesma  | Reality show      |
| Funk Generation – A Baile Funk Experience | 2024 | Ela mesma  | Performance Video |